# Deducción natural
La deducción natural es una aproximación a la teoría de la demostración en la que se busca capturar la manera en que las personas razonan naturalmente al construir demostraciones matemáticas. En vez de contar con unos pocos axiomas a los que se aplican unas pocas reglas de inferencia, la deducción natural propone vaciar la lista de axiomas y ampliar la de reglas de inferencia, introduciendo dos reglas para cada constante lógica: una para introducirla y otra para eliminarla. Una demostración se construye partiendo de supuestos y aplicando las reglas para llegar a la conclusión deseada.
Sirve para demostrar la validez de un argumento.
La deducción natural fue introducida por Gerhard Gentzen en su trabajo Investigaciones sobre la inferencia lógica (Untersuchungen über das logische Schliessen), publicado en 1934-1935.

## Reglas de inferencia

### Conectivas
| Conectiva                          | Nombre de la regla                                                    | Abreviación                         | Formalización | Cálculo de secuentes                                                                                                  |
| ---------------------------------- | --------------------------------------------------------------------- | ----------------------------------- | --- | --- |
| {\displaystyle \neg \,}            | Introducción de la negación (véase reducción al absurdo)              | {\displaystyle I\neg \,}            | {\displaystyle {\begin{matrix}\phi \\\vdots \\\perp \\\hline \neg \phi \end{matrix}}} | |
| {\displaystyle \neg \,}            | Eliminación de la negación                                            | {\displaystyle E\neg \,}            | {\displaystyle {\frac {\neg \neg \phi }{\phi }}} | {\displaystyle \neg \neg \phi \vdash \phi }                                                                           |
| {\displaystyle \land \,}           | Introducción de la conjunción                                         | {\displaystyle I\land \,}           | {\displaystyle {\begin{matrix}\phi \\\psi \\\hline \phi \land \psi \end{matrix}}\qquad {\begin{matrix}\phi \\\psi \\\hline \psi \land \phi \end{matrix}}}                                                         | {\displaystyle \phi ,\psi \vdash \phi \land \psi \qquad \phi ,\psi \vdash \psi \land \phi }                           |
| {\displaystyle \land \,}           | Eliminación de la conjunción                                          | {\displaystyle E\land \,}           | {\displaystyle {\frac {\phi \land \psi }{\phi }}\qquad {\frac {\phi \land \psi }{\psi }}} | {\displaystyle \phi \land \psi \vdash \phi \qquad \phi \land \psi \vdash \psi }                                       |
| {\displaystyle \lor \,}            | Introducción de la disyunción                                         | {\displaystyle I\lor \,}            | {\displaystyle {\frac {\phi }{\phi \lor \psi }}\qquad {\frac {\phi }{\psi \lor \phi }}} | {\displaystyle \phi \vdash \phi \lor \psi \qquad \phi \vdash \psi \lor \phi }                                         |
| {\displaystyle \lor \,}            | Eliminación de la disyunción (véase silogismo disyuntivo)             | {\displaystyle E\lor \,}            | {\displaystyle {\begin{matrix}\phi \lor \psi \\\neg \phi \\\hline \psi \end{matrix}}\qquad {\begin{matrix}\phi \lor \psi \\\neg \psi \\\hline \phi \end{matrix}}}                                                 | {\displaystyle \phi \lor \psi ,\neg \phi \vdash \psi \qquad \phi \lor \psi ,\neg \psi \vdash \phi }                   |
| {\displaystyle \to \,}             | Introducción del condicional material (véase teorema de la deducción) | {\displaystyle I\to \,}             | {\displaystyle {\begin{matrix}\phi \\\vdots \\\psi \\\hline \phi \to \psi \end{matrix}}} | |
| {\displaystyle \to \,}             | Eliminación del condicional material (véase modus ponens)             | {\displaystyle E\to \,}             | {\displaystyle {\begin{matrix}\phi \to \psi \\\phi \\\hline \psi \end{matrix}}} | {\displaystyle \phi \to \psi ,\phi \vdash \psi }                                                                      |
| {\displaystyle \leftrightarrow \,} | Introducción del bicondicional                                        | {\displaystyle I\leftrightarrow \,} | {\displaystyle {\begin{matrix}\phi \to \psi \\\psi \to \phi \\\hline \phi \leftrightarrow \psi \end{matrix}}\qquad {\begin{matrix}\phi \to \psi \\\psi \to \phi \\\hline \psi \leftrightarrow \phi \end{matrix}}} | {\displaystyle \phi \to \psi ,\psi \to \phi \vdash \psi \leftrightarrow \phi }                                        |
| {\displaystyle \leftrightarrow \,} | Eliminación del bicondicional                                         | {\displaystyle E\leftrightarrow \,} | {\displaystyle {\frac {\phi \leftrightarrow \psi }{\phi \to \psi }}\qquad {\frac {\phi \leftrightarrow \psi }{\psi \to \phi }}}                                                                                   | {\displaystyle \phi \leftrightarrow \psi \vdash \phi \to \psi \qquad \phi \leftrightarrow \psi \vdash \psi \to \phi } |

### Cuantificadores
Sea a una constante de individuo y t un término. Sea A(b/c) el resultado de reemplazar todas las apariciones de b en A por c. Luego:
| Cuantificador              | Nombre de la regla                         | Abreviación                 | Formalización                                           | Cálculo de secuentes                               |
| -------------------------- | ------------------------------------------ | --------------------------- | ------------------------------------------------------- | -------------------------------------------------- |
| {\displaystyle \forall \,} | Introducción del cuantificador universal   | {\displaystyle I\forall \,} | {\displaystyle {\frac {\phi (a)}{\forall x\phi (a/x)}}} | {\displaystyle \phi (a)\vdash \forall x\phi (a/x)} |
| {\displaystyle \forall \,} | Eliminación del cuantificador universal    | {\displaystyle E\forall \,} | {\displaystyle {\frac {\forall x(\phi )}{\phi [x/a]}}}  | {\displaystyle \forall x(\phi )\vdash \phi [x/a]}  |
| {\displaystyle \exists \,} | Introducción del cuantificador existencial | {\displaystyle I\exists \,} | {\displaystyle {\frac {\phi (a)}{\exists x\phi (a/x)}}} | {\displaystyle \phi (a)\vdash \exists x\phi (a/x)} |
| {\displaystyle \exists \,} | Eliminación del cuantificador existencial  | {\displaystyle E\exists \,} | {\displaystyle {\frac {\exists x(\phi )}{\phi (x/t)}}}  | {\displaystyle \exists x(\phi )\vdash \phi (x/t)}  |

## Demostraciones

### Ejemplo sencillo
| A demostrar: {\displaystyle \phi \to \phi \,} | A demostrar: {\displaystyle \phi \to \phi \,} | A demostrar: {\displaystyle \phi \to \phi \,}      |
| Paso                                          | Fórmula                                       | Razón                                              |
| --------------------------------------------- | --------------------------------------------- | -------------------------------------------------- |
| 1                                             | {\displaystyle \phi \,}                       | Supuesto.                                          |
| 2                                             | {\displaystyle \phi \lor \psi }               | Desde (1) por introducción de la disyunción.       |
| 3                                             | {\displaystyle (\phi \lor \psi )\land \phi }  | Desde (1) y (2) por introducción de la conjunción. |
| 4                                             | {\displaystyle \phi \,}                       | Desde (3) por eliminación de la conjunción.        |
| 5                                             | {\displaystyle \phi \vdash \phi }             | Resumen de (1) hasta (4).                          |
| 6                                             | {\displaystyle \vdash \phi \to \phi }         | Desde (5) por introducción del condicional. Q.E.D. |

### Ejemplo más complejo
En esta sección se presenta una demostración de una de las leyes de De Morgan. La misma dice:
{\displaystyle \neg (\phi \lor \psi )\leftrightarrow (\neg \phi \land \neg \psi )\,}
Dado que la conectiva principal es un bicondicional, la estrategia será demostrar que {\displaystyle \neg (\phi \lor \psi )\to (\neg \phi \land \neg \psi )\,} y que {\displaystyle (\neg \phi \land \neg \psi )\to \neg (\phi \lor \psi )\,}, para luego poder introducir el bicondicional (por medio de la regla de introducción del bicondicional). Para obtener cada una de estas subfórmulas, cuyas conectivas principales son condicionales materiales, se debe suponer el antecedente e intentar derivar el consecuente.
| A demostrar: {\displaystyle \neg (\phi \lor \psi )\leftrightarrow (\neg \phi \land \neg \psi )\,} | A demostrar: {\displaystyle \neg (\phi \lor \psi )\leftrightarrow (\neg \phi \land \neg \psi )\,} | A demostrar: {\displaystyle \neg (\phi \lor \psi )\leftrightarrow (\neg \phi \land \neg \psi )\,} |
| Paso                                                                                              | Fórmula                                                                                           | Razón                                                                                             |
| ------------------------------------------------------------------------------------------------- | ------------------------------------------------------------------------------------------------- | ------------------------------------------------------------------------------------------------- |
| 1                                                                                                 | {\displaystyle \neg (\phi \lor \psi )\,}                                                          | Supuesto.                                                                                         |
| 2                                                                                                 | {\displaystyle \phi \,}                                                                           | Supuesto.                                                                                         |
| 3                                                                                                 | {\displaystyle \phi \lor \psi \,}                                                                 | {\displaystyle I\lor \quad 2\,}                                                                   |
| 4                                                                                                 | {\displaystyle \perp \,}                                                                          | {\displaystyle I\land \quad 1,3\,}                                                                |
| 5                                                                                                 | {\displaystyle \neg \phi \,}                                                                      | {\displaystyle I\neg \quad 2-4\,}                                                                 |
| 6                                                                                                 | {\displaystyle \psi \,}                                                                           | Supuesto.                                                                                         |
| 7                                                                                                 | {\displaystyle \phi \lor \psi \,}                                                                 | {\displaystyle I\lor \quad 6\,}                                                                   |
| 8                                                                                                 | {\displaystyle \perp \,}                                                                          | {\displaystyle I\land \quad 1,7\,}                                                                |
| 9                                                                                                 | {\displaystyle \neg \psi \,}                                                                      | {\displaystyle I\neg \quad 6-8\,}                                                                 |
| 10                                                                                                | {\displaystyle \neg \phi \land \neg \psi \,}                                                      | {\displaystyle I\land \quad 5,9\,}                                                                |
| 11                                                                                                | {\displaystyle \neg (\phi \lor \psi )\to (\neg \phi \land \neg \psi )\,}                          | {\displaystyle I\to \quad 1-10\,}                                                                 |
| 12                                                                                                | {\displaystyle \neg \phi \land \neg \psi \,}                                                      | Supuesto.                                                                                         |
| 13                                                                                                | {\displaystyle \neg \phi \,}                                                                      | {\displaystyle E\land \quad 12}                                                                   |
| 14                                                                                                | {\displaystyle \neg \psi \,}                                                                      | {\displaystyle E\land \quad 12}                                                                   |
| 15                                                                                                | {\displaystyle \phi \lor \psi \,}                                                                 | Supuesto.                                                                                         |
| 16                                                                                                | {\displaystyle \psi \,}                                                                           | {\displaystyle E\lor \quad 13,15}                                                                 |
| 17                                                                                                | {\displaystyle \perp \,}                                                                          | {\displaystyle I\land \quad 14,16}                                                                |
| 18                                                                                                | {\displaystyle \neg (\phi \lor \psi )\,}                                                          | {\displaystyle I\neg \quad 15-17}                                                                 |
| 19                                                                                                | {\displaystyle (\neg \phi \land \neg \psi )\to \neg (\phi \lor \psi )\,}                          | {\displaystyle I\to \quad 12-18}                                                                  |
| 20                                                                                                | {\displaystyle \neg (\phi \lor \psi )\leftrightarrow (\neg \phi \land \neg \psi )\,}              | {\displaystyle I\leftrightarrow \quad 11,19}                                                      |

### Jaśkowski
| {\displaystyle \vdash } | {\displaystyle {\begin{array}{l}\phi \to (\psi \to \phi )\\{\begin{array}{\|l\|}\hline \phi \\{\begin{array}{\|l\|}\hline \psi \\{\begin{array}{\|l\|}\hline \lnot \phi \quad \\\bot \\\hline \end{array}}\quad \\\phi \\\hline \end{array}}\quad \\\psi \to \phi \\\hline \end{array}}\\\phi \to (\psi \to \phi )\end{array}}} |                                    |
| {\displaystyle 1.}      | {\displaystyle {\begin{array}{l}\phi \to (\psi \to \phi )\\{\begin{array}{\|l\|}\hline \phi \\{\begin{array}{\|l\|}\hline \psi \\{\begin{array}{\|l\|}\hline \lnot \phi \quad \\\bot \\\hline \end{array}}\quad \\\phi \\\hline \end{array}}\quad \\\psi \to \phi \\\hline \end{array}}\\\phi \to (\psi \to \phi )\end{array}}} | {\displaystyle Supuesto}           |
| {\displaystyle 2.}      | {\displaystyle {\begin{array}{l}\phi \to (\psi \to \phi )\\{\begin{array}{\|l\|}\hline \phi \\{\begin{array}{\|l\|}\hline \psi \\{\begin{array}{\|l\|}\hline \lnot \phi \quad \\\bot \\\hline \end{array}}\quad \\\phi \\\hline \end{array}}\quad \\\psi \to \phi \\\hline \end{array}}\\\phi \to (\psi \to \phi )\end{array}}} | {\displaystyle Supuesto}           |
| {\displaystyle 3.}      | {\displaystyle {\begin{array}{l}\phi \to (\psi \to \phi )\\{\begin{array}{\|l\|}\hline \phi \\{\begin{array}{\|l\|}\hline \psi \\{\begin{array}{\|l\|}\hline \lnot \phi \quad \\\bot \\\hline \end{array}}\quad \\\phi \\\hline \end{array}}\quad \\\psi \to \phi \\\hline \end{array}}\\\phi \to (\psi \to \phi )\end{array}}} | {\displaystyle Supuesto}           |
| {\displaystyle 4.}      | {\displaystyle {\begin{array}{l}\phi \to (\psi \to \phi )\\{\begin{array}{\|l\|}\hline \phi \\{\begin{array}{\|l\|}\hline \psi \\{\begin{array}{\|l\|}\hline \lnot \phi \quad \\\bot \\\hline \end{array}}\quad \\\phi \\\hline \end{array}}\quad \\\psi \to \phi \\\hline \end{array}}\\\phi \to (\psi \to \phi )\end{array}}} | {\displaystyle I\land \quad 1,\ 3} |
| {\displaystyle 5.}      | {\displaystyle {\begin{array}{l}\phi \to (\psi \to \phi )\\{\begin{array}{\|l\|}\hline \phi \\{\begin{array}{\|l\|}\hline \psi \\{\begin{array}{\|l\|}\hline \lnot \phi \quad \\\bot \\\hline \end{array}}\quad \\\phi \\\hline \end{array}}\quad \\\psi \to \phi \\\hline \end{array}}\\\phi \to (\psi \to \phi )\end{array}}} | {\displaystyle I\ \lnot \quad 3-4} |
| {\displaystyle 6.}      | {\displaystyle {\begin{array}{l}\phi \to (\psi \to \phi )\\{\begin{array}{\|l\|}\hline \phi \\{\begin{array}{\|l\|}\hline \psi \\{\begin{array}{\|l\|}\hline \lnot \phi \quad \\\bot \\\hline \end{array}}\quad \\\phi \\\hline \end{array}}\quad \\\psi \to \phi \\\hline \end{array}}\\\phi \to (\psi \to \phi )\end{array}}} | {\displaystyle I\to \quad 2-5}     |
| {\displaystyle 7.}      | {\displaystyle {\begin{array}{l}\phi \to (\psi \to \phi )\\{\begin{array}{\|l\|}\hline \phi \\{\begin{array}{\|l\|}\hline \psi \\{\begin{array}{\|l\|}\hline \lnot \phi \quad \\\bot \\\hline \end{array}}\quad \\\phi \\\hline \end{array}}\quad \\\psi \to \phi \\\hline \end{array}}\\\phi \to (\psi \to \phi )\end{array}}} | {\displaystyle I\to \quad 1-6}     |

### Fitch
{\displaystyle \vdash \left(\phi \to \left(\psi \to \chi \right)\right)\to \left(\left(\phi \to \psi \right)\to \left(\phi \to \chi \right)\right)}
| 1. |  |  | {\displaystyle \phi \to \left(\psi \to \chi \right)} |  | Supuesto |
|    |  |  |                                                      |  |          |

| 2. |  |  |  | {\displaystyle \phi \to \psi } |  | Supuesto |
|    |  |  |  |                                |  |          |

| 3. |  |  |  |  | {\displaystyle \phi }          |  | Supuesto |
| 4. |  |  |  |  | {\displaystyle \psi \to \chi } |  | E→ 1,3   |
| 5. |  |  |  |  | {\displaystyle \psi }          |  | E→ 2,3   |
| 6. |  |  |  |  | {\displaystyle \chi }          |  | E→ 4,5   |
|    |  |  |  |  |                                |  |          |

| 7. |  |  |  | {\displaystyle \phi \to \chi } |  | I→ 3-6 |
|    |  |  |  |                                |  |        |

| 8. |  |  | {\displaystyle \left(\phi \to \psi \right)\to \left(\phi \to \chi \right)} |  | I→ 2-7 |
|    |  |  |                                                                            |  |        |

| 9. |  | {\displaystyle \left(\phi \to \left(\psi \to \chi \right)\right)\to \left(\left(\phi \to \psi \right)\to \left(\phi \to \chi \right)\right)} |  | I→ 1-8 |

## Enlace Web
- Levy, Michel, A Propositional Prover.

- Datos: Q1572108
- Libros y manuales: Deducción natural